# Tällevere
Tällevere es una aldea del municipio de Põhja-Sakala, situado en el condado de Viljandi, Estonia. Según el censo de 2021, tiene una población de 61 habitantes.